# Ворона в павиному пір'ї
«Ворона в павиному пір'ї» (англ. Borrowed Plumes) — американська короткометражна кінокомедія режисера Воллеса Бірі 1916 року.

## У ролях
- Картер Де Гейвен — Тімоті Доббс
- Марсія Мур — Поллі
- Ден Даффі — Том
- Чарлз Стентон Огл
- Роберт Мілаш